# 小褐菊头蝠
小褐菊头蝠（学名：Rhinolophus stheno），一种分布于印度尼西亚、马来西亚、泰国、越南及中国云南省西双版纳州等地区的蝙蝠，隶属于菊头蝠科菊头蝠属。

## 形态特征
小褐菊头蝠前臂长41～47.5毫米，颅全长19.12±0.59毫米。背部呈棕褐色略带明亮的黄色，腹毛色浅。翼膜黑褐色。